# Busboykott von Montgomery

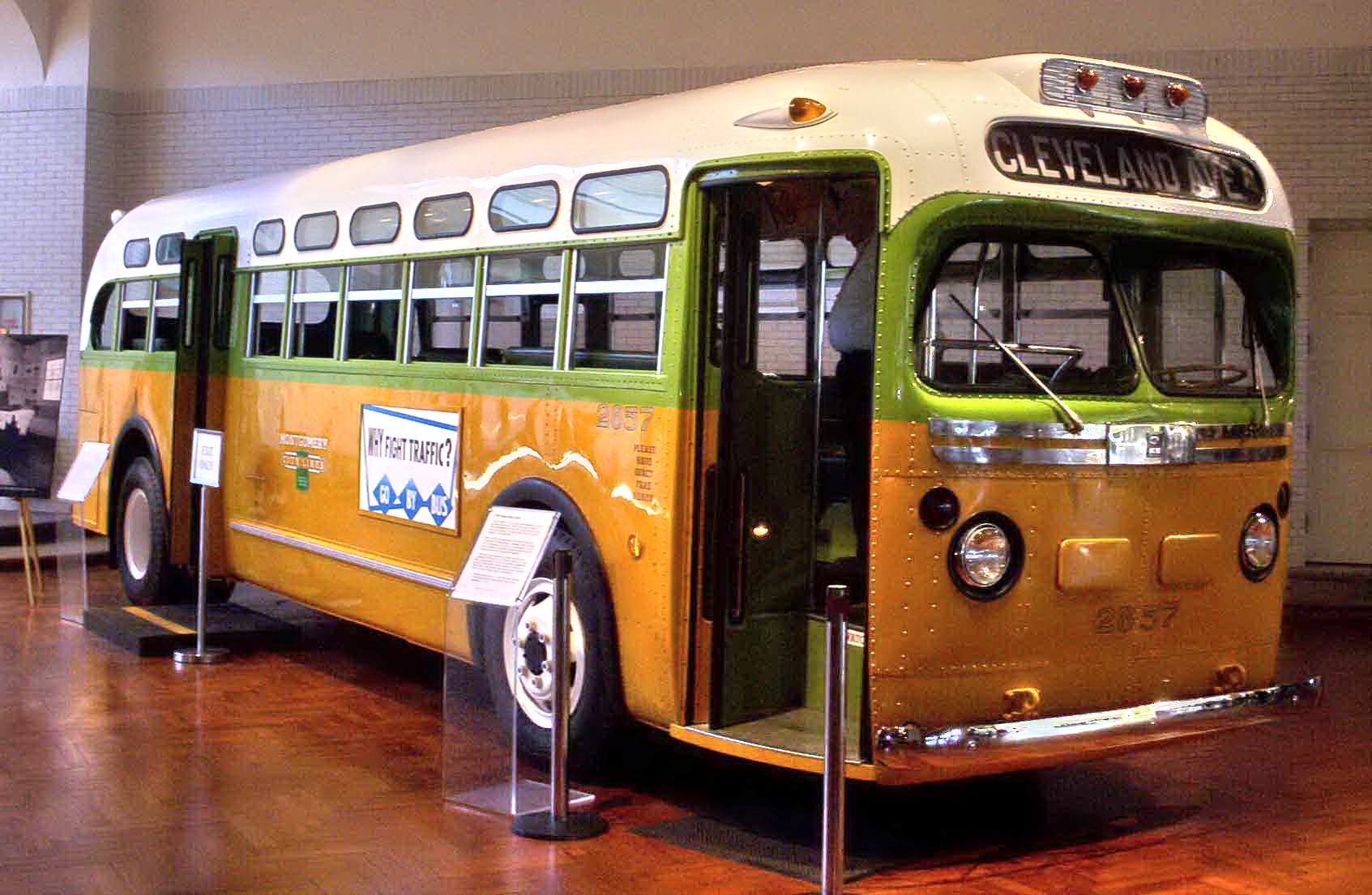
Der Bus Nr. 2857, in dem Rosa Parks festgenommen wurde; ausgestellt im Henry Ford Museum

Der Busboykott von Montgomery (englisch Montgomery Bus Boycott) war ein Protest der schwarzen Bürgerrechtsbewegung in der US-amerikanischen Stadt Montgomery, Alabama, gegen die Politik der Segregation und Rassentrennung. Er wurde im Dezember 1955 von Rosa Parks ausgelöst und dauerte bis Dezember 1956. Weitere bedeutende Teilnehmer waren Martin Luther King und Ralph Abernathy.

## Hintergrund
Die Segregation sah zu dieser Zeit in den Bussen des öffentlichen Nahverkehrs vor, dass Schwarze nur bestimmte Sitzreihen im hinteren Teil der Busse nutzen durften. Außerdem mussten sie für Weiße aufstehen, wenn für diese keine freien Sitzplätze mehr vorhanden waren. In Montgomery mussten sie vorn beim Fahrer ihr Fahrgeld bezahlen und dann wieder aussteigen, um im hinteren Teil des Busses zu ihren Plätzen zu kommen – mitunter fuhr dann der Busfahrer ab, ohne die Schwarzen einsteigen zu lassen. Hinzu kam eine ständige Belästigung durch die Fahrer und Mitfahrer, so dass diese rassistische Praxis für zunehmende Proteste sorgte. 
Rosa Parks wurde am 1. Dezember 1955 in Montgomery festgenommen, nachdem sie sich geweigert hatte, ihren Sitzplatz für einen weißen Fahrgast freizumachen. Diese Festnahme hatte landesweit für Aufsehen gesorgt und führte unter der schwarzen Bevölkerung in der Stadt zu dem Entschluss, zivilen Ungehorsam zu leisten.

## Geschichte
Der Women’s Political Council organisierte einen eintägigen Boykott der öffentlichen Busse für den 5. Dezember 1955, den Tag des Gerichtsverfahrens gegen Rosa Parks. Die schwarze Bevölkerung wurde aufgerufen, Fahrgemeinschaften zu bilden, Taxis zu nutzen oder zu Fuß zu gehen. Die Teilnahmequote lag bei beinahe 100 Prozent, so dass deutlich wurde, dass die schwarze Bevölkerung geschlossen hinter dem Protest stand.
Gleichzeitig trafen sich 50 Aktivisten der Bürgerrechtsbewegung, darunter auch Martin Luther King, um eine Kampagne zu dem Prozess zu besprechen. Nachdem Rosa Parks verurteilt worden war, weitete sich der Boykott aus und King, der Erfahrung in der Durchführung von gewaltfreien Widerstandsaktionen hatte, engagierte sich in der Organisation. Die Vereinigung Montgomery Improvement Association wurde gegründet und King zu ihrem Vorsitzenden gewählt. Am Abend des 5. Dezember hielt er vor 7000 Zuhörern in der Holt Street Baptist Church eine Rede, in der er eine Fortsetzung des Boykotts ankündigte. Die Forderungen lauteten: respektvolle Behandlung, gleiche Rechte für alle Fahrgäste und die Einstellung von schwarzen Busfahrern.
Neben den Fahrgemeinschaften hatten schwarze Taxiunternehmen eine wichtige Rolle; sie fuhren die Boykotteure für 10 Cent. Diese Aktion beendete die Polizei durch eine Verordnung, die einen Mindestfahrpreis von 45 Cent festsetzte. Daraufhin taten sich bis zu 300 Autofahrer zu einem Auto-Pool zusammen und richteten eigene „Haltestellen“ ein, an denen sie ihre Fahrdienste anboten. Unterstützt wurde die Aktion durch Spenden aus dem ganzen Land.
Mit der Zeit versuchten weiße Gegner mit Falschmeldungen von einem Ende des Boykotts, mit willkürlichen Anzeigen und offener Gewalt, den Widerstand zu brechen. Der erfolgreiche Boykott setzte die Stadt Montgomery ökonomisch stark unter Druck, so dass sie die Fahrpreise drastisch erhöhen musste. Die Stadtverwaltung setzte deshalb die Versicherungen der Autofahrer, die sich an Fahrgemeinschaften beteiligten, unter Druck, die Verträge aufzulösen. Aktivisten jedoch organisierten die Übernahme der Policen durch Lloyd’s of London. Es kam auch immer wieder zu Festnahmen, und auch Martin Luther King wurde am 22. März 1956 zu 500 Dollar Strafe verurteilt, weil er gegen das Anti-Boykott-Gesetz verstoßen habe. Der Prozess wurde von Journalisten aus vielen Ländern beobachtet.
Da ein Einlenken der Stadt nicht erkennbar war, strengten fünf zuvor wegen Verstößen gegen die Segregation in Bussen festgenommene Frauen Klage an. Aurelia Browder, Claudette Colvin, Mary Louise Smith, Susie McDonald und Jeanetta Reese klagten im Verfahren Browder v. Gayle gegen die Stadt Montgomery mit der Begründung, die Praxis der Rassentrennung verstoße gegen den 14. Zusatzartikel zur Verfassung. Am 19. Juni 1956 entschied das zuständige Bundesbezirksgericht mit Verweis auf das Grundsatzurteil Brown v. Board of Education des Obersten Gerichtshofes von 1954, das die Rassentrennung an Schulen für verfassungswidrig erklärt und dabei das Prinzip Separate but equal aus dem Urteil von 1896 verworfen hatte, im Sinne der Klage: Es wurde angeordnet, die Segregationspraxis in den Bussen wegen Verfassungswidrigkeit einzustellen. Die Anwälte der Stadt legten sofort beim Obersten Gerichtshof Revision ein. In dieser Zeit gingen die Segregation und auch der Boykott weiter.
Das Haus des weißen Reverend Robert Graetz, der die Boykottaktion unterstützte, wurde Ziel eines Bombenanschlags. Da die Familie aber die Stadt verlassen hatte, gab es keine Verletzten. Der Bürgermeister nahm diesen Anschlag zum Anlass, um die Repression gegen Schwarze zu verstärken, und er erklärte, für ihn könne der Boykott für immer andauern.
Am 13. November 1956 bestätigte der Oberste Gerichtshof die Entscheidung des Bundesbezirksgerichts. Am 20. Dezember traf das Urteil in Montgomery ein; am Morgen des nächsten Tages stiegen Martin Luther King, Ralph Abernathy, Edgar Nixon und Glenn Smiley in den ersten integrierten Bus ein: Der Boykott war damit beendet.
Der Montgomery Bus Boycott war einer der entscheidenden Siege, die der Bürgerrechtsbewegung zum Durchbruch verhalfen. Martin Luther Kings Bekanntheitsgrad stieg im Jahr des Boykotts enorm.

## Medien
Das Rassismus-Filmdrama Boykott aus dem Jahr 2001 greift die Geschehnisse um Rosa Parks und Martin Luther King Jr. auf. Ebenso greift der Film The Rosa Parks Story das Thema auf. Der Dokumentar-Kurzfilm A Time for Justice aus dem Jahr 1994, der bei der Darstellung der Bürgerrechtsbewegung auch den Busboykott von Montgomery thematisiert, erhielt einen Oscar. Im Jahre 2002 wurde der Kurzdokumentarfilm Mighty Times: The Legacy of Rosa Parks veröffentlicht.